# Krzysztof Ptak
Krzysztof Ptak (ur. 3 kwietnia 1954 w Sulejowie, zm. 19 sierpnia 2016) – polski operator filmowy i wykładowca akademicki. Siedmiokrotny laureat Polskiej Nagrody Filmowej oraz dwukrotny laureat Festiwalu Polskich Filmów Fabularnych za najlepsze zdjęcia.

## Życiorys
W 1980 ukończył studia na Wydziale Operatorskim PWSF w Łodzi. Karierę rozpoczynał jako operator filmów dokumentalnych.
Jako jeden z pierwszych polskich operatorów filmowych rozpoczął realizację zdjęć techniką cyfrową. Był też autorem zdjęć do pierwszego filmu fabularnego nakręconego z zastosowaniem kamery High Definition do filmu Pornografia (2003).
Za swoją twórczość jako operator filmowy został aż siedmiokrotnie nagrodzony Polską Nagrodę Filmową za zdjęcia do filmów: Historia kina w Popielawach, Weiser, Pornografia, Mój Nikifor, Jasminum, Dom zły i Papusza. Ponadto nominowany do tej nagrody za film Edi.
Syn Józefa Ptaka i Aliny Ptak z d. Piotrowicz; kuzyn Bogusławy Cimoszko; szwagier innego polskiego operatora filmowego Przemysława Skwirczyńskiego. Miał z żoną Małgorzatą troje dzieci: Witolda, Anetę i Michała.
Pochowany w alei zasłużonych na cmentarzu komunalnym Doły w Łodzi.
W 2023 ukazała się poświęcona mu książka Katarzyny Taras Zróbcie oko. Opowieść o Krzysztofie Ptaku (Państwowa Wyższa Szkoła Filmowa, Telewizyjna i Teatralna im. Leona Schillera - Wydawnictwo Biblioteki Państwowej Wyższej Szkoły Filmowej, Telewizyjnej i Teatralnej, Łódź 2023, ISBN 978-83-65501-86-8; seria: "Mistrzowie Sztuki Operatorskiej").

## Filmografia
- Ptaki śpiewają w Kigali (2017)
- Papusza (2013)
- Nadzieja (2007)
- Jasminum (2006)
- Mój Nikifor (2004)
- Pornografia (2003)
- Edi (2002)
- Istota (2000)
- Weiser (2000)
- Przeprowadzki (2000)
- Historia kina w Popielawach (1998)
- Czas zdrady (1997)
- Panna Nikt (1996)
- Nocne graffiti (1996)
- Dzień wielkiej ryby (1996)
- Łagodna (1995)
- Artysta. Jerzy Kalina (1994)
- Podróż (1994)
- O przemyślności kobiety niewiernej. Sześć opowieści z Boccaccia wziętych (1994)
- Powidok (1993)
- Światło w mroku (1993)
- Litwo, słyszę Twój głos (1993)
- Jan Józef Lipski (1993)
- Dekalog - Polska 93 (1993)
- Lepiej być piękną i bogatą (1993)
- Motyw cienia (The Hollow man, 1993)
- Kowalikowie (1992)
- Cynga (1991)
- Superwizja (1990)
- Ucieczka z kina „Wolność” (1990)
- Le Retour (1990)
- 300 mil do nieba (1989)
- Widzę (1988)
- Kornblumenblau 1988
- Pomiędzy wilki (1988)
- Oferta (1987)
- Artysta (1987)
- Tabu (1987)
- Kostka cukru (1987)
- Przypadek Hermana Palacza (1986)
- Zabicie ciotki (1984)